# Kachapur, Manvi
Kachapur là một làng thuộc tehsil Manvi, huyện Raichur, bang Karnataka, Ấn Độ.